# Lisa Bonder
Lisa Bonder (Columbus (Ohio), 16 oktober 1965) is een voormalig tennisspeelster uit de Verenigde Staten. Zij was actief in het proftennis van 1982 tot en met 1991.

## Loopbaan

### Enkelspel
Bonder won vier WTA-titels, in 1982 en 1983.
Haar beste resultaat op de grandslamtoernooien is het bereiken van de kwartfinale, op Roland Garros 1984. Haar hoogste positie op de WTA-ranglijst is de negende plaats, die zij bereikte in augustus 1984.

### Dubbelspel
Bonder won geen WTA-titels, maar stond wel één keer in de finale: op het WTA-toernooi van Tampa in 1985, samen met de Peruaanse Laura Gildemeister.
Haar beste resultaat op de grandslamtoernooien is het bereiken van de kwartfinale van het gemengd dubbelspel op Roland Garros 1983, samen met landgenoot Jimmy Brown. Haar hoogste positie op de WTA-ranglijst is de 158e plaats, die zij bereikte in december 1986.

## Veranderingen van achternaam
In januari 1988 trad Bonder in het huwelijk met haar landgenoot Thomas Kreiss. Daarna stond zij ook bekend als Lisa Bonder-Kreiss. Het huwelijk werd later ontbonden. In 1999 trouwde Bonder met de veel oudere Kirk Kerkorian – dit huwelijk hield 28 dagen stand. Niettemin wordt zij nog wel aangeduid met Lisa Bonder-Kerkorian. WTA en ITF (zie Externe links) noemen haar nog Lisa Bonder-Kreiss.

## Posities op deWTA-ranglijst
Positie per einde seizoen:
| jaar | rang enkelspel | rang dubbelspel |
| ---- | -------------- | --------------- |
| 1991 | 110            | –               |
| 1990 | 305            | –               |
| 1989 | 300            | –               |
| 1988 | 128            | –               |
| 1987 | 49             | –               |
| 1986 | 55             | 158             |
| 1985 | 36             | –               |
| 1984 | 16             | –               |
| 1983 | 35             | –               |

## Palmares

### WTA-finaleplaatsen enkelspel
| nr.              | finale     | toernooi             | ondergrond | tegenstandster  | score         |
| ---------------- | ---------- | -------------------- | ---------- | --------------- | ------------- |
| gewonnen finales |            |                      |            |                 |               |
| 1.               | 1982-07-11 | WTA Hamburg/Hittfeld | gravel     | Renáta Tomanová | 6-3, 6-2      |
| 2.               | 1982-10-18 | WTA Tokio (Borden)   | hardcourt  | Shelley Solomon | 2-6, 6-0, 6-3 |
| 3.               | 1983-09-18 | WTA Tokio            | tapijt (i) | Andrea Jaeger   | 6-2, 5-7, 6-1 |
| 4.               | 1983-10-16 | WTA Tokio (Borden)   | hardcourt  | Laura Arraya    | 6-1, 6-3      |
| verloren finales |            |                      |            |                 |               |
| 1.               | 1984-08-11 | WTA Indianapolis     | gravel     | Manuela Maleeva | 4-6, 3-6      |

### WTA-finaleplaatsen vrouwendubbelspel
| nr.              | finale     | toernooi  | ondergrond | partner            | tegenstandsters                   | score    |
| ---------------- | ---------- | --------- | ---------- | ------------------ | --------------------------------- | -------- |
| verloren finales |            |           |            |                    |                                   |          |
| 1.               | 1985-11-10 | WTA Tampa | gravel     | Laura Gildemeister | Carling Bassett Gabriela Sabatini | 0-6, 0-6 |

## Resultaten grandslamtoernooien
| Legenda | Legenda                          |
| ------- | -------------------------------- |
| g.t.    | geen toernooi gehouden           |
| l.c.    | lagere categorie                 |
| –       | niet deelgenomen                 |
| G       | uitgeschakeld in de groepsfase   |
| 1R      | uitgeschakeld in de eerste ronde |
| 2R      | uitgeschakeld in de tweede ronde |
| 3R      | uitgeschakeld in de derde ronde  |
| 4R      | uitgeschakeld in de vierde ronde |
| KF      | uitgeschakeld in de kwartfinale  |
| HF      | uitgeschakeld in de halve finale |
| F       | de finale verloren               |
| W       | het toernooi gewonnen            |
| w-v     | winst/verlies-balans             |

### Enkelspel
| Toernooi        | 1981 | 1982 | 1983 | 1984 | 1985 | 1986 | 1987 | 1988 |    | 1991 |
| --------------- | ---- | ---- | ---- | ---- | ---- | ---- | ---- | ---- | -- | ---- |
| Australian Open | –    | –    | –    | –    | 2R   | g.t. | –    | –    | –  |      |
| Roland Garros   | –    | 3R   | 3R   | KF   | 2R   | 3R   | 2R   | 1R   | –  |      |
| Wimbledon       | –    | 1R   | 4R   | 3R   | 1R   | 2R   | 1R   | –    | 1R |      |
| US Open         | 1R   | 2R   | 4R   | 4R   | 2R   | 3R   | 3R   | 1R   | 1R |      |

### Vrouwendubbelspel
| toernooi        | 1981 | 1982 | 1983 | 1984 | 1985 | 1986 |
| --------------- | ---- | ---- | ---- | ---- | ---- | ---- |
| Australian Open | –    | –    | –    | –    | 2R   | g.t. |
| Roland Garros   | –    | 2R   | 2R   | 1R   | 1R   | 2R   |
| Wimbledon       | –    | 1R   | –    | 3R   | –    | 1R   |
| US Open         | 2R   | 1R   | 1R   | 1R   | 1R   | 2R   |

### Gemengd dubbelspel
| Toernooi        | 1983 | 1984 |    | 1986 | 1987 |
| --------------- | ---- | ---- | -- | ---- | ---- |
| Australian Open | –    | –    | –  | –    |      |
| Roland Garros   | KF   | 2R   | 1R | 2R   |      |
| Wimbledon       | –    | –    | –  | –    |      |
| US Open         | –    | –    | –  | –    |      |